# Hoa Liên
Huyện Hoa Liên là một huyện lớn nhất của tỉnh Đài Loan, Trung Hoa Dân Quốc. Nằm ở khu vực miền núi, duyên hải phía đông Đài Loan. Huyện sở hữu hải cảng lớn nhất hòn đảo. Đây là điểm đầu của tuyến Hoa Liên -Đài Đông và là điểm cuối của tuyến phía Bắc thuộc mạng lưới đường sắt Đài Loan. Về đường bộ, Hoa Liên kết nối với đường tỉnh lộ Tô Hoa, tỉnh lộ Hoa Đông, tỉnh lộ ven biển Hoa Liên-Đài Đông và tỉnh lộ Xuyên Tâm đảo. Hoa Liên cũng quản lý một phần Vườn Quốc gia Thái Lỗ Các và Vườn Quốc gia Ngọc Sơn. Huyện lộ là thành phố Hoa Liên.

## Lịch sử
Hoa Liên vốn được gọi là Kilai (奇萊) bởi thổ dân Đài Loan. Năm 1622, người Tây Ban Nha lần đầu tới đây để tìm vàng và gọi vùng này là "Turumoan"(多羅滿). Hoa Liên là một trong những nơi cuối cùng ở Đài Loan có người người Hán đến định cư vào triều nhà Thanh năm 1851 bởi vị trí biệt lập của nó. Hoa Liên trước được gọi là "Hồi Lan"(洄瀾) trong các văn bản chính thức của nhà Thanh vì sông ở Hoa Liên đổ ra Thái Bình Dương tạo ra hiện tượng xoáy.
Thời kỳ Nhật Bản chiếm đóng Đài Loan, người Nhật nghiêm cấm dùng tên "Kilai" bởi nó gần giống với âm "tởm" trong tiếng Nhật, thay vào đó người Nhật chuyển tên gọi vùng này là "Hoa Liên". Trước khi Nhật Bản đầu hàng trong Thế chiến thứ 2 năm 1945, Tổng đốc Đài Loan đã cho nhập cư một số lượng lớn người Nhật tới đây để khai khẩn nông, ngư nghiệp.
Sau khi được nhượng lại Đài Loan, chính phủ Trung Hoa Dân Quốc đã tái lập hệ thống chính trị theo Hiến pháp Trung Hoa Dân Quốc. Năm 1951, Hoa Liên là huyện đầu tiên ở Đài Loan thực thi Luật tự trị địa phương.
Huyện từng đi đầu trong việc hiện đại hóa vào thập niên 1960. Giờ đây, Hoa Liên là một khu vực quan trọng ở phía đông Đài Loan và là một trong năm vùng chính tại Đài Loan, tạo thành một vành đai quanh đảo cùng với (Đài Bắc, Đài Trung, Đài Nam, Cao Hùng).

## Dân cư
Huyện Hoa Liên có 340.000 cư dân, được phân ra 1 thành phố và 12 trấn. Sự phát triển chậm của vùng tạo điều kiện cho nền văn hóa của nhiều bộ tộc bản địa như Ami, Atây, Bunun, Truku, Sakizaya và Kavalan được gìn giữ khá nguyên vẹn. Các cư dân bộ tộc chiếm 1/4 dân số Hoa Liên (khoảng 90.000). Người Khách Gia chiếm 30% dân số.

## Hành chính
Vài nơi có tên tiếng Nhật vì được đặt tên bởi người Nhật trong thời kỳ họ cai trị Đài Loan từ 1895 đến 1945.
| Tiếng Việt           | Chữ Hán | Tiếng Nhật |
| -------------------- | ------- | ---------- |
| Hoa Liên (thành phố) | 花蓮市  | Karen      |
| Phượng Lâm (trấn)    | 鳳林鎮  |            |
| Ngọc Lý (trấn)       | 玉里鎮  | Tamasato   |
| Tân Thành            | 新城鄉  |            |
| Cát An               | 吉安鄉  | Yoshiyasu  |
| Thọ Phong            | 壽豐鄉  |            |
| Tú Lâm               | 秀林鄉  |            |
| Quang Phục           | 光復鄉  |            |
| Phong Tân            | 豐濱鄉  | Toyohama   |
| Thụy Tuệ             | 瑞穗鄉  | Mizuho     |
| Vạn Vinh             | 萬榮鄉  |            |
| Phú Lý               | 富里鄉  | Tomisato   |
| Trác Khê             | 卓溪鄉  |            |

## Giáo dục
Theo Nha Giáo dục Hoa Liên, huyện có 6 trường Đại học, 15 Trường Trung học, 35 trường Trung học cơ sở, 151 trường Tiểu học. Vài trường tiểu học đã đóng cửa vì ít học sinh hoặc hẻo lánh.

## Hình ảnh

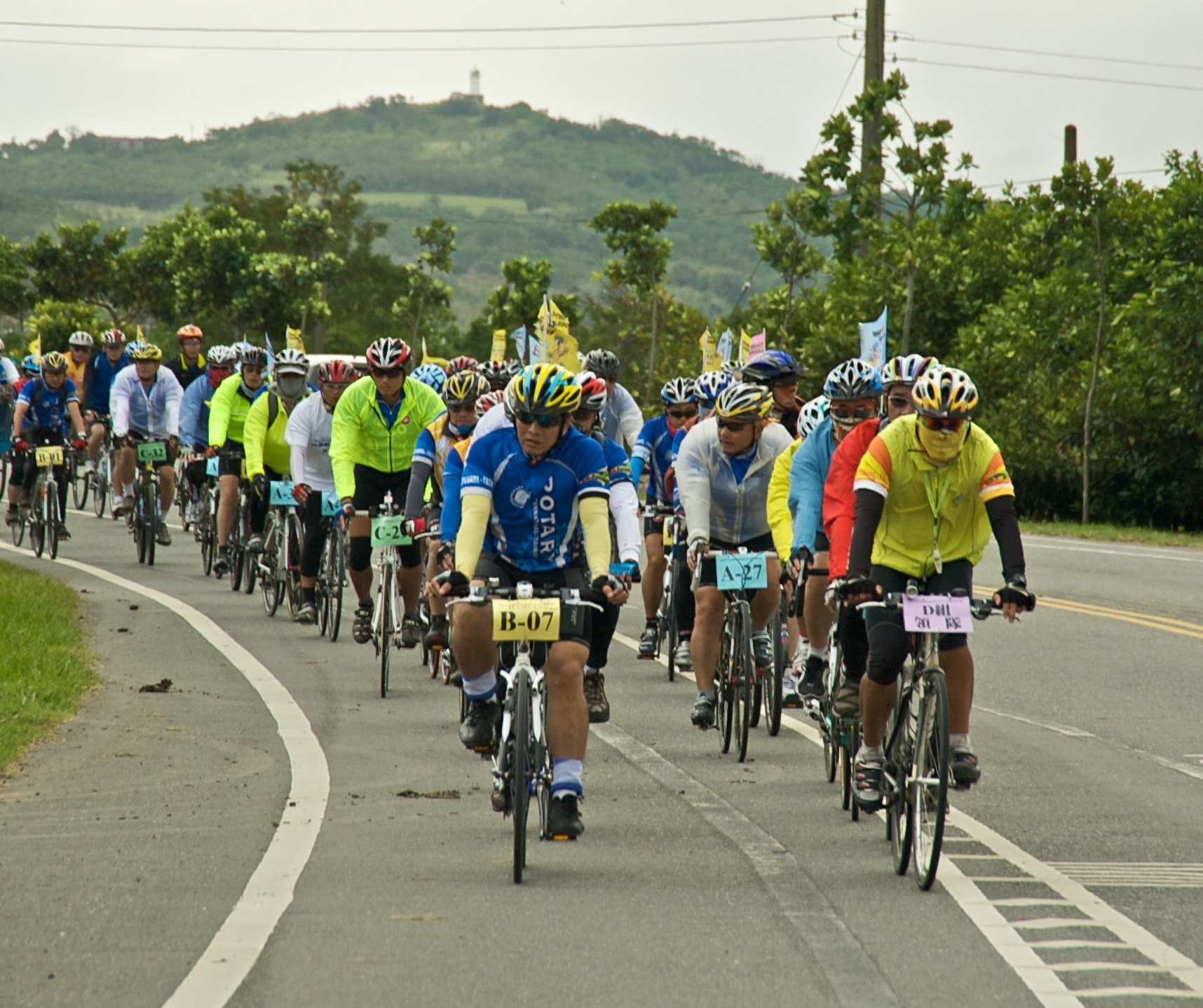
Đua xe đạp tại Fuli
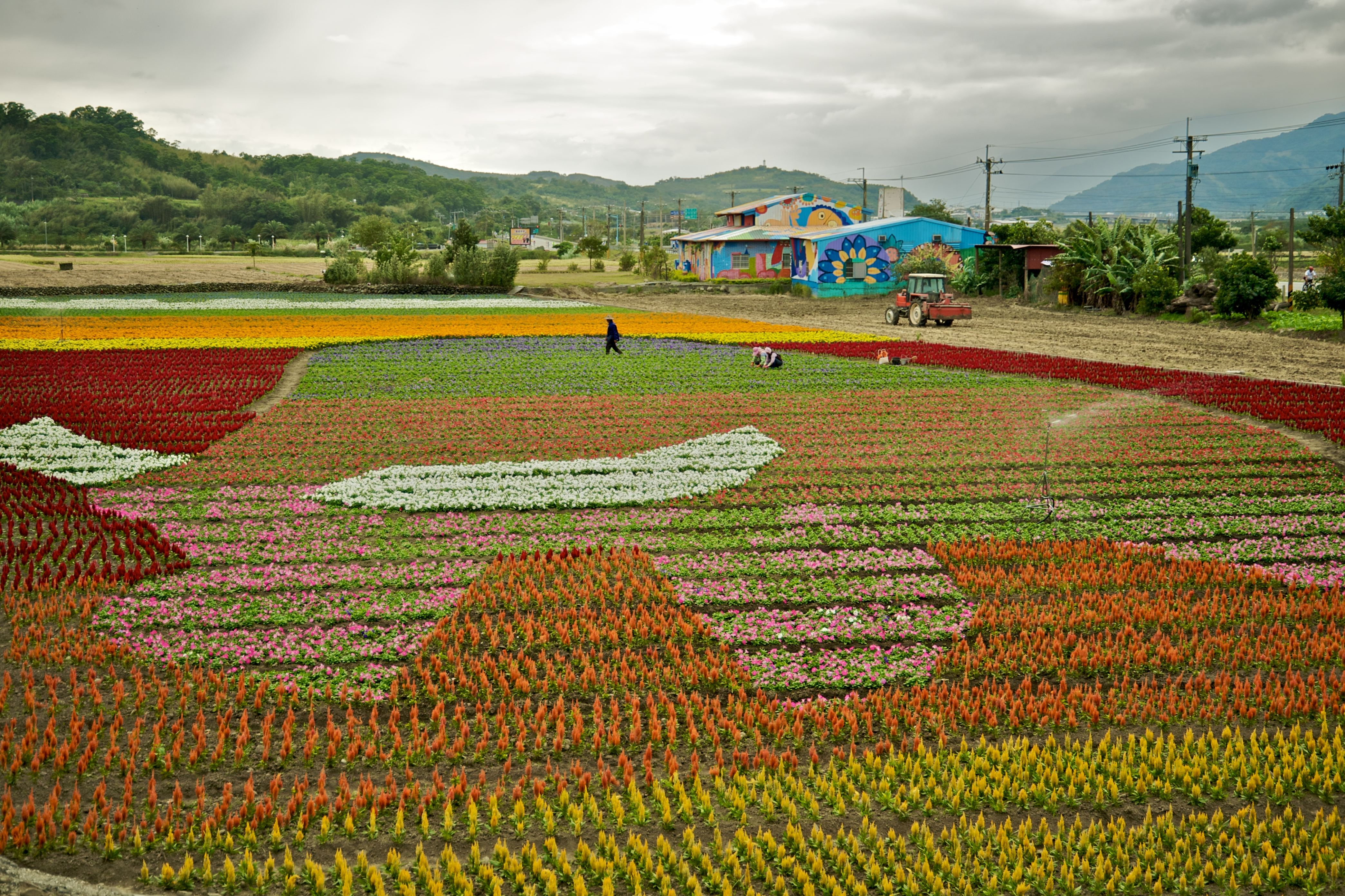
Cánh đồng hoa
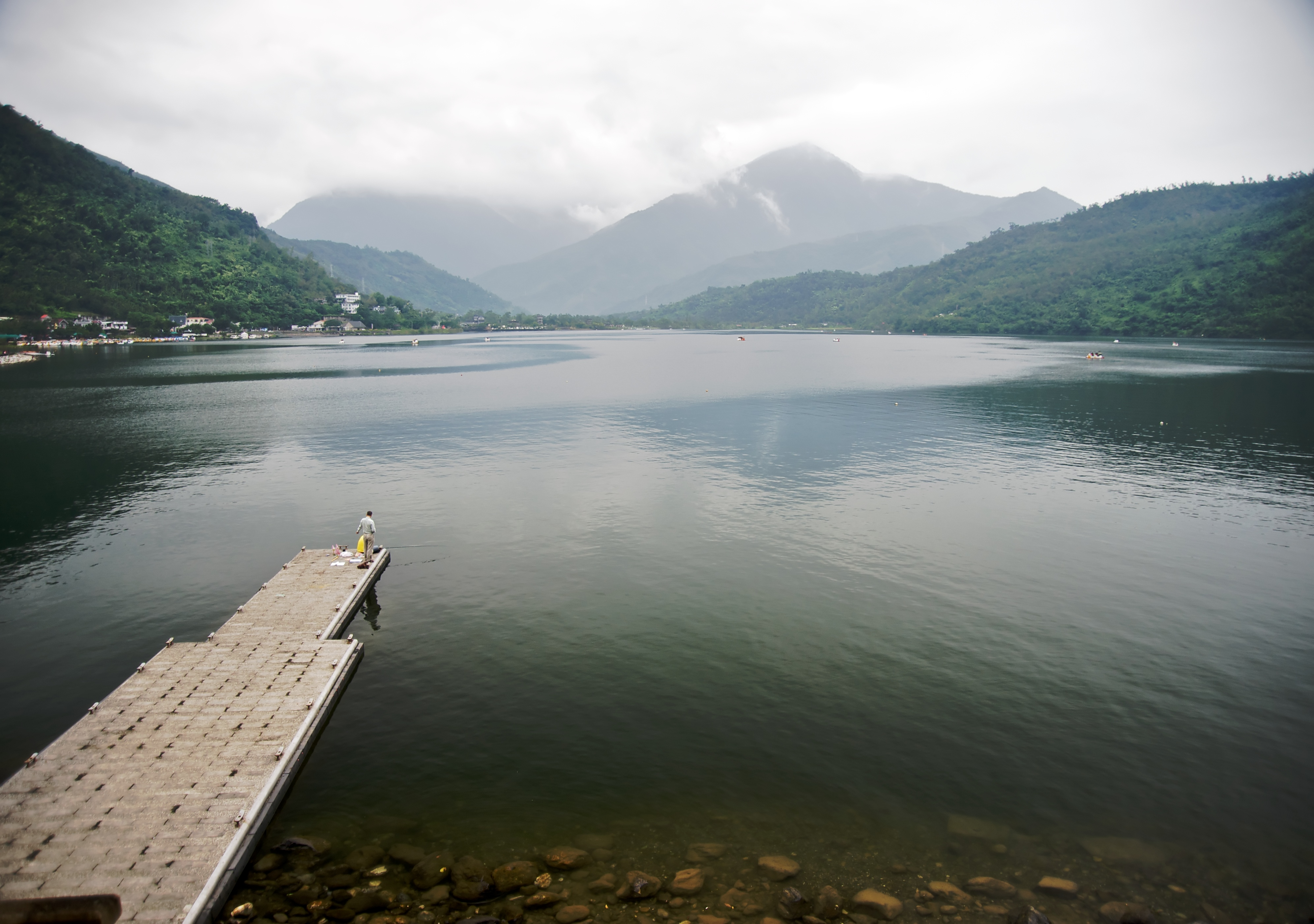
Hồ Cá Chép
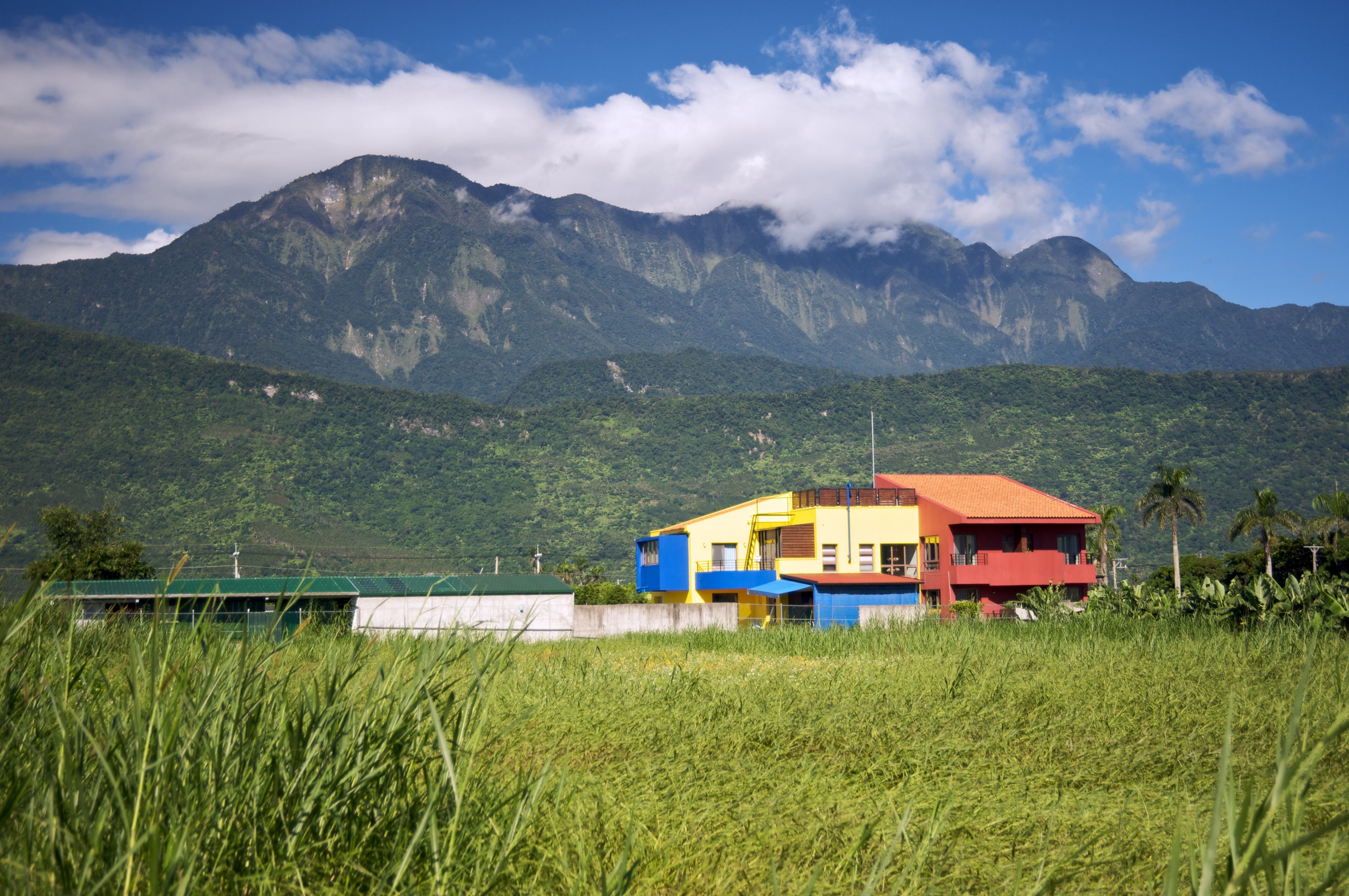
Nông thôn
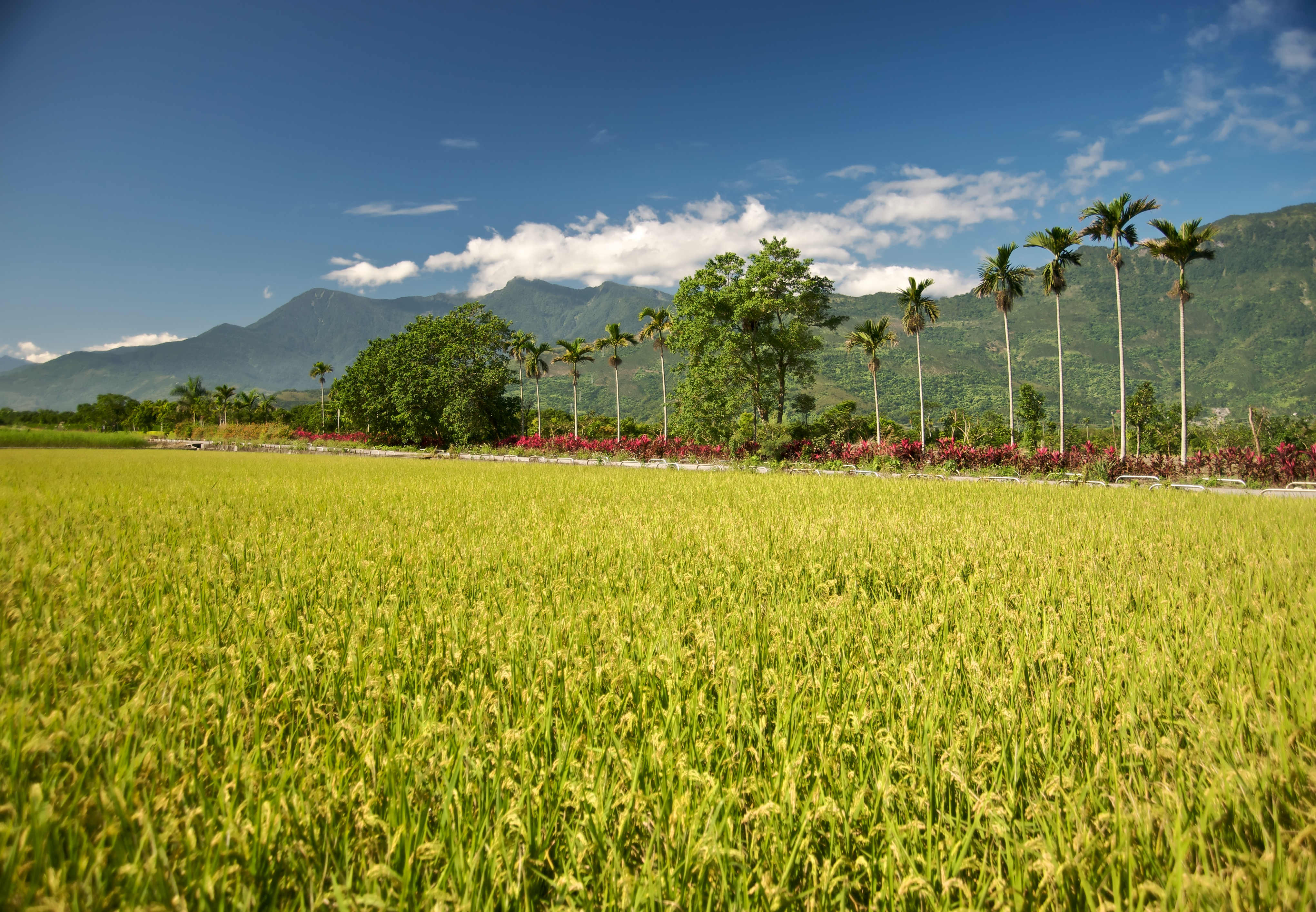
Lúa gạo
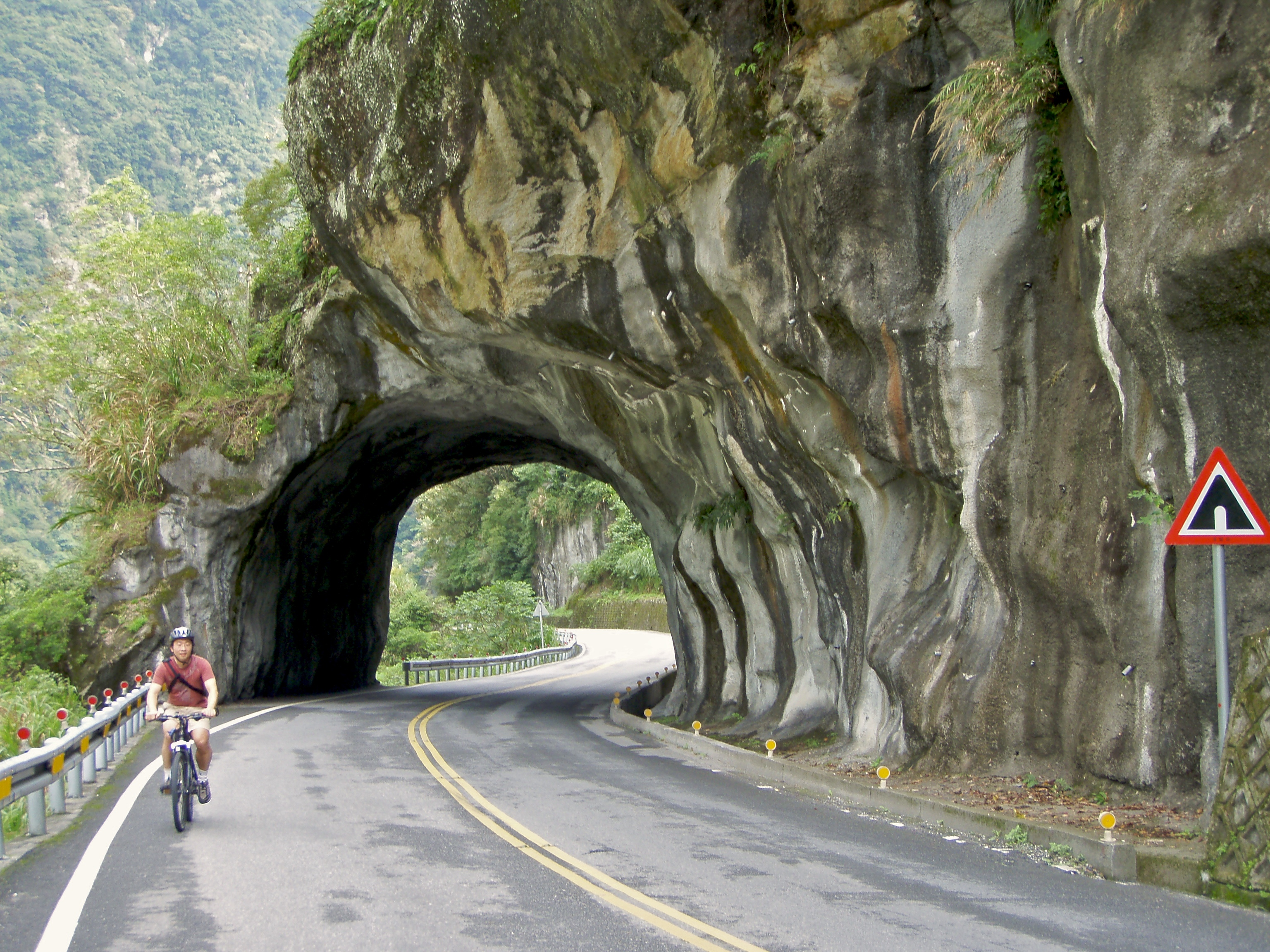
Đạp xe trên hẻm núi Thái Lỗ Các
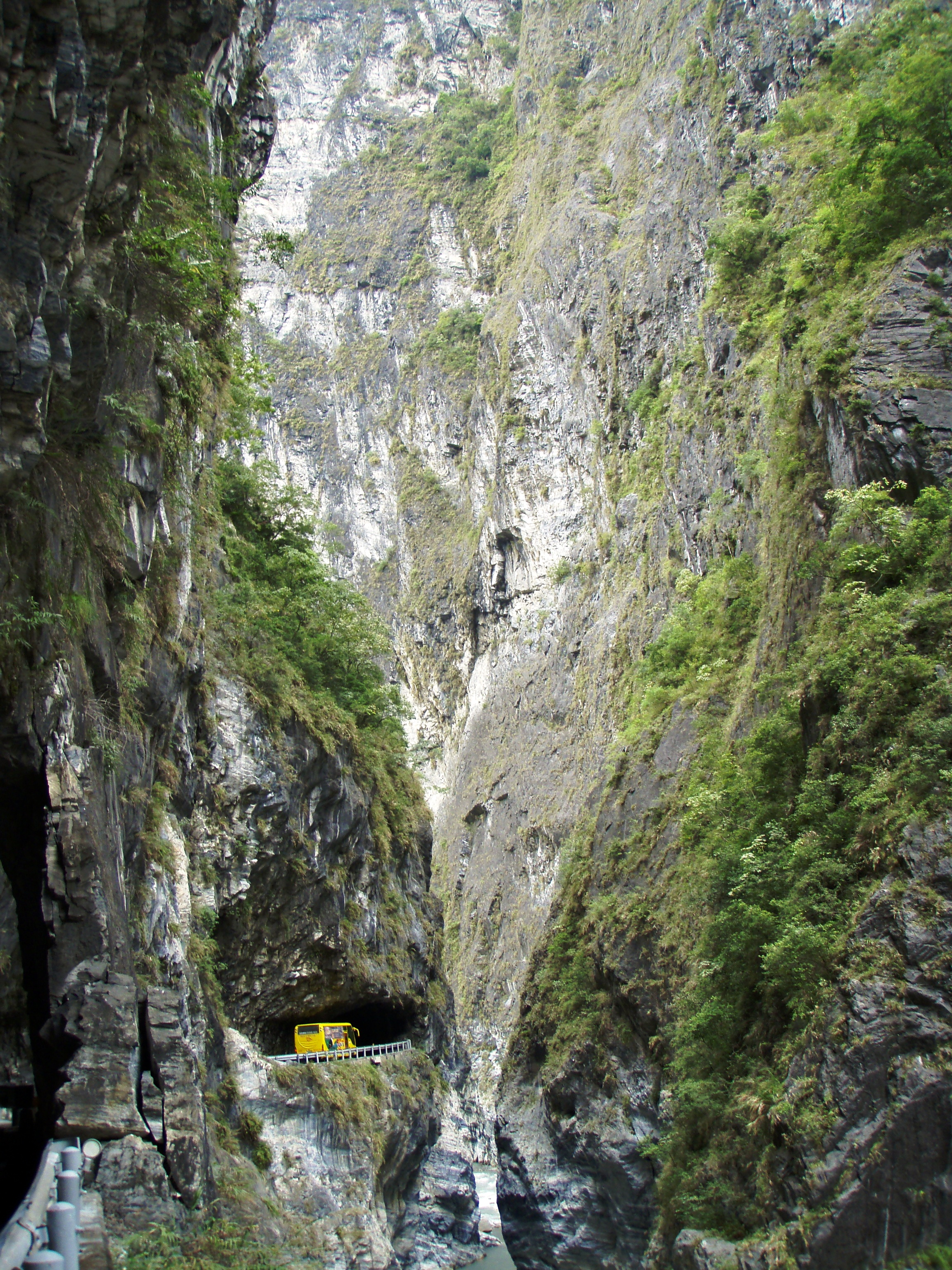
Xe khách trên tuyến đường hẹp
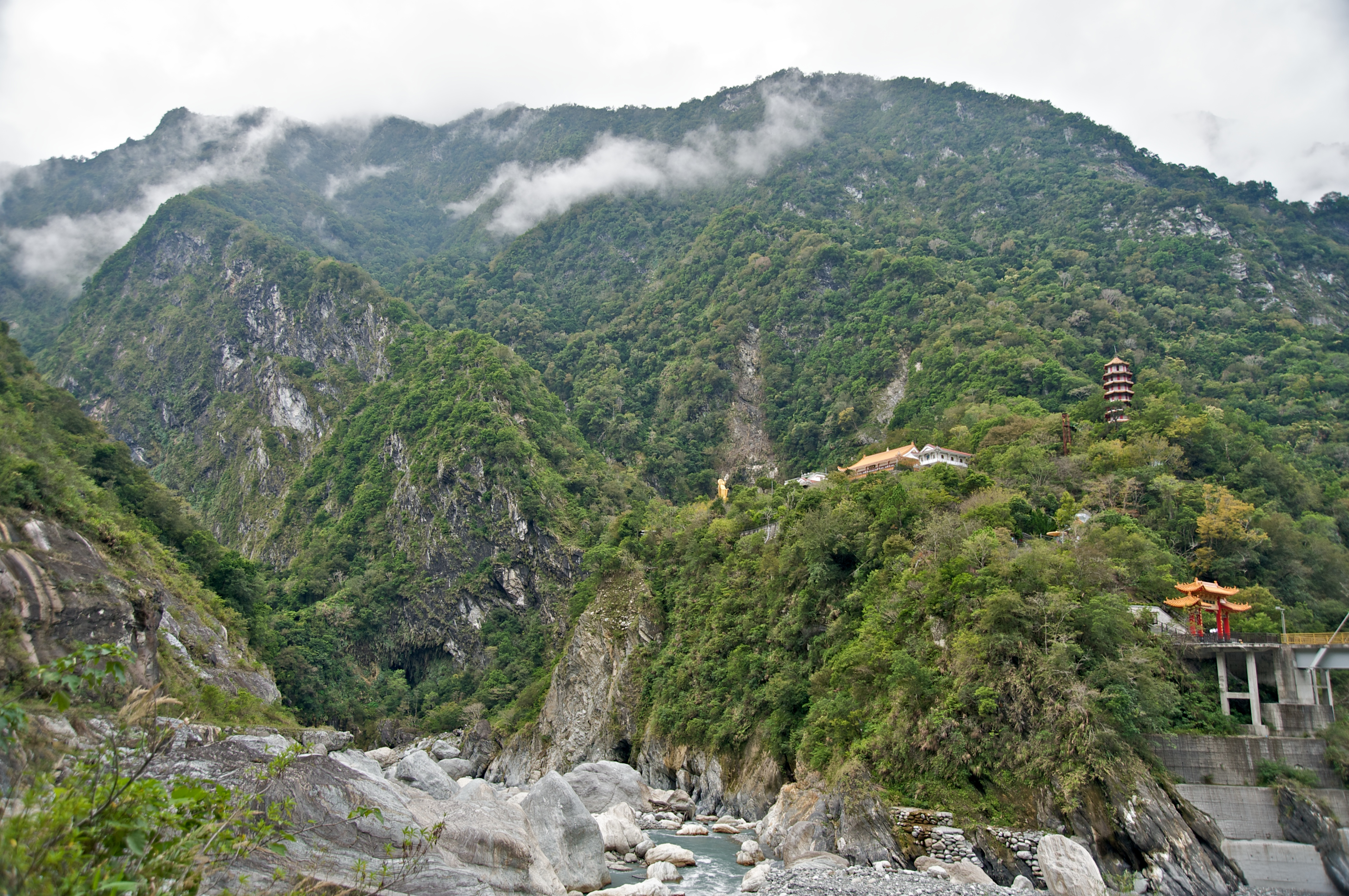
Quang cảnh Thái Lỗ Các
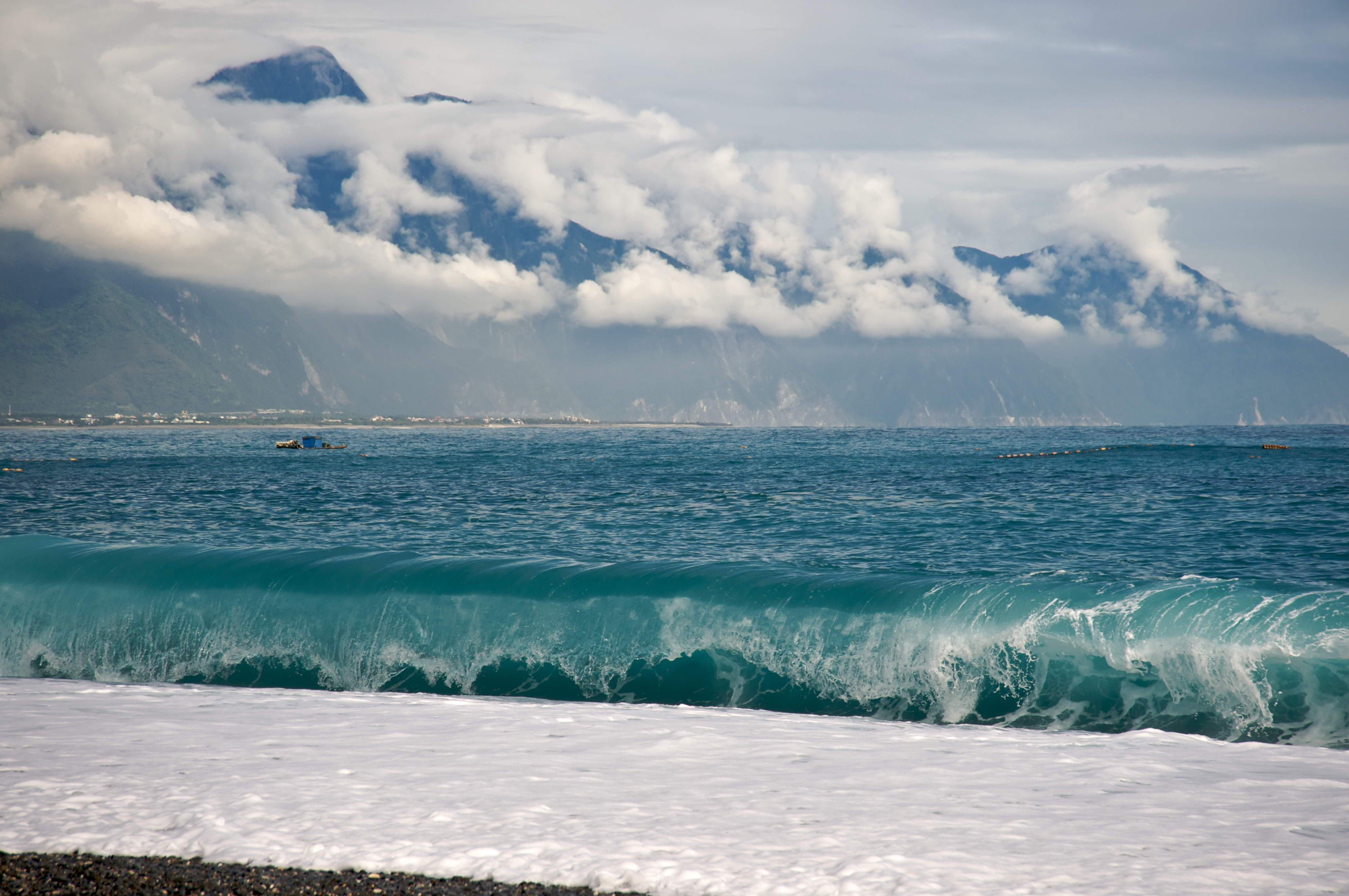
Vịnh Chishingtarn với nền khối núi trung tâm.
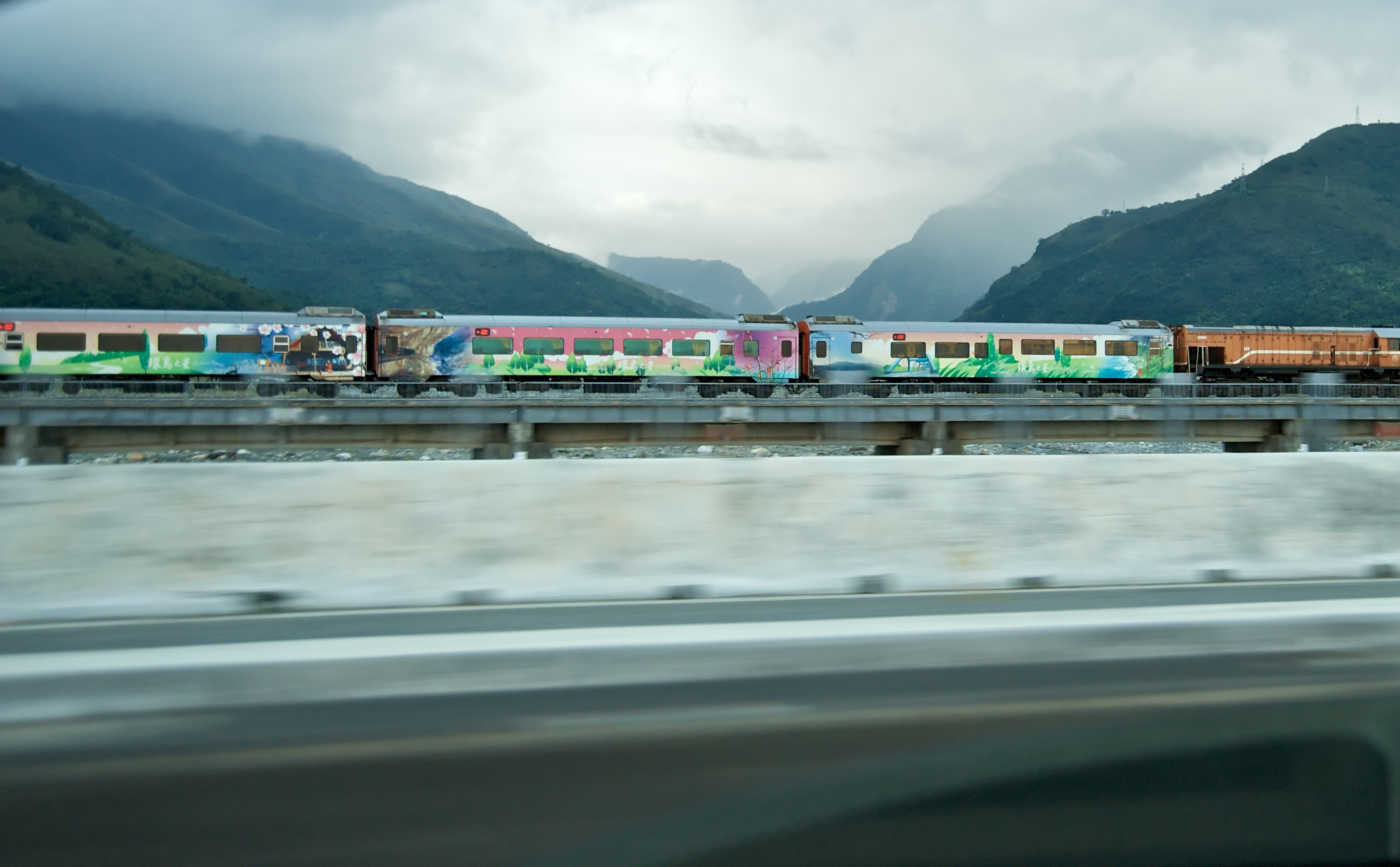
Tàu du lịch Formosa Express
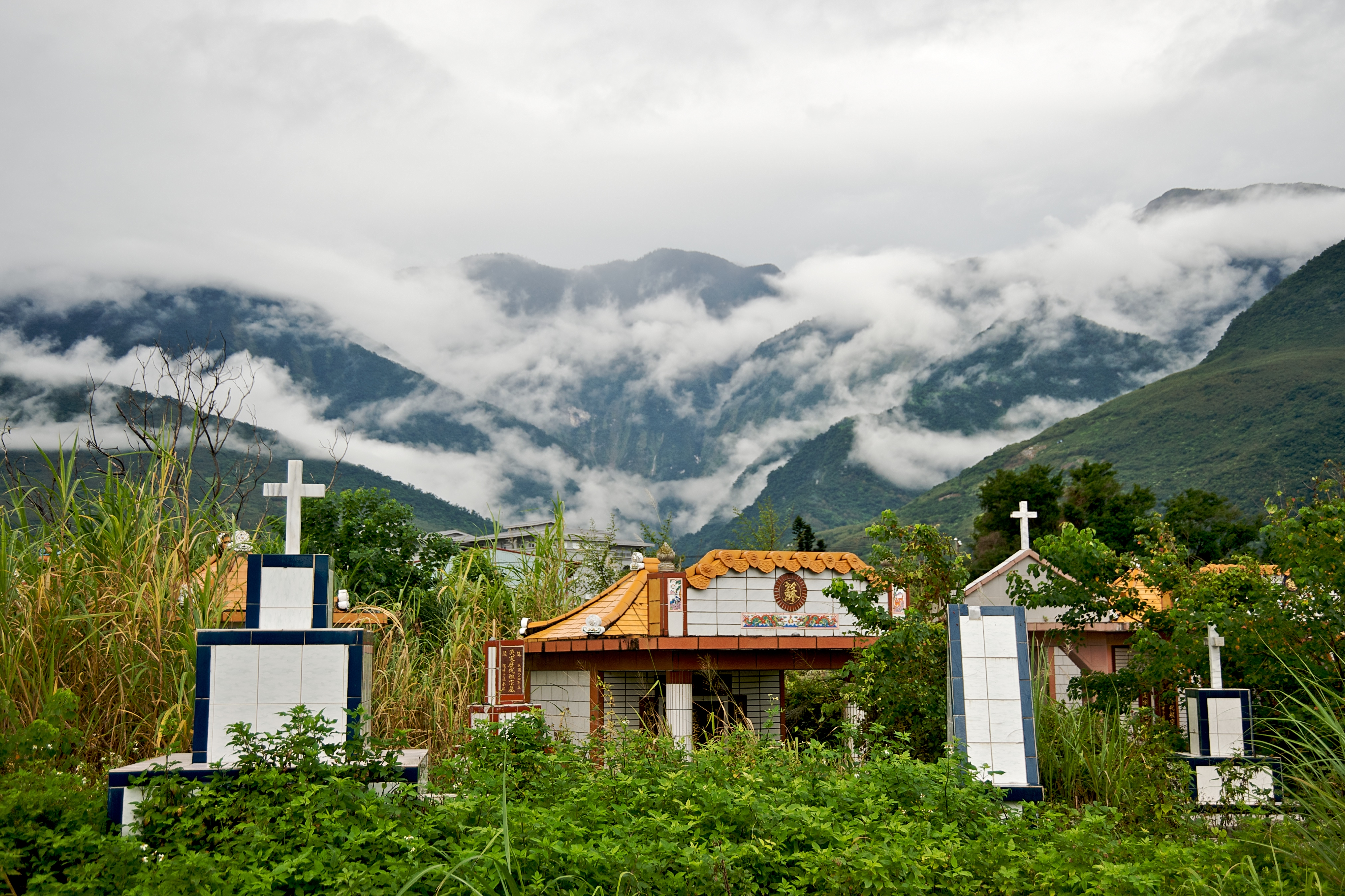
Nghĩa trang ven đường

## Liên kết
- Khu vực phong cảnh duyên hải phía đông Quốc gia  Lưu trữ ngày 7 tháng 5 năm 2008 tại Wayback Machine
- Vườn Quốc gia Thái Lỗ Các  Lưu trữ ngày 22 tháng 11 năm 2016 tại Wayback Machine
- Giới thiệu món ăn Hoa Liên  Lưu trữ ngày 23 tháng 5 năm 2010 tại Wayback Machine
- Ah-Taiwan: Life in Formosa - Đài Trung tới Hoa Liên